# 가브리엘 드 폴리냑

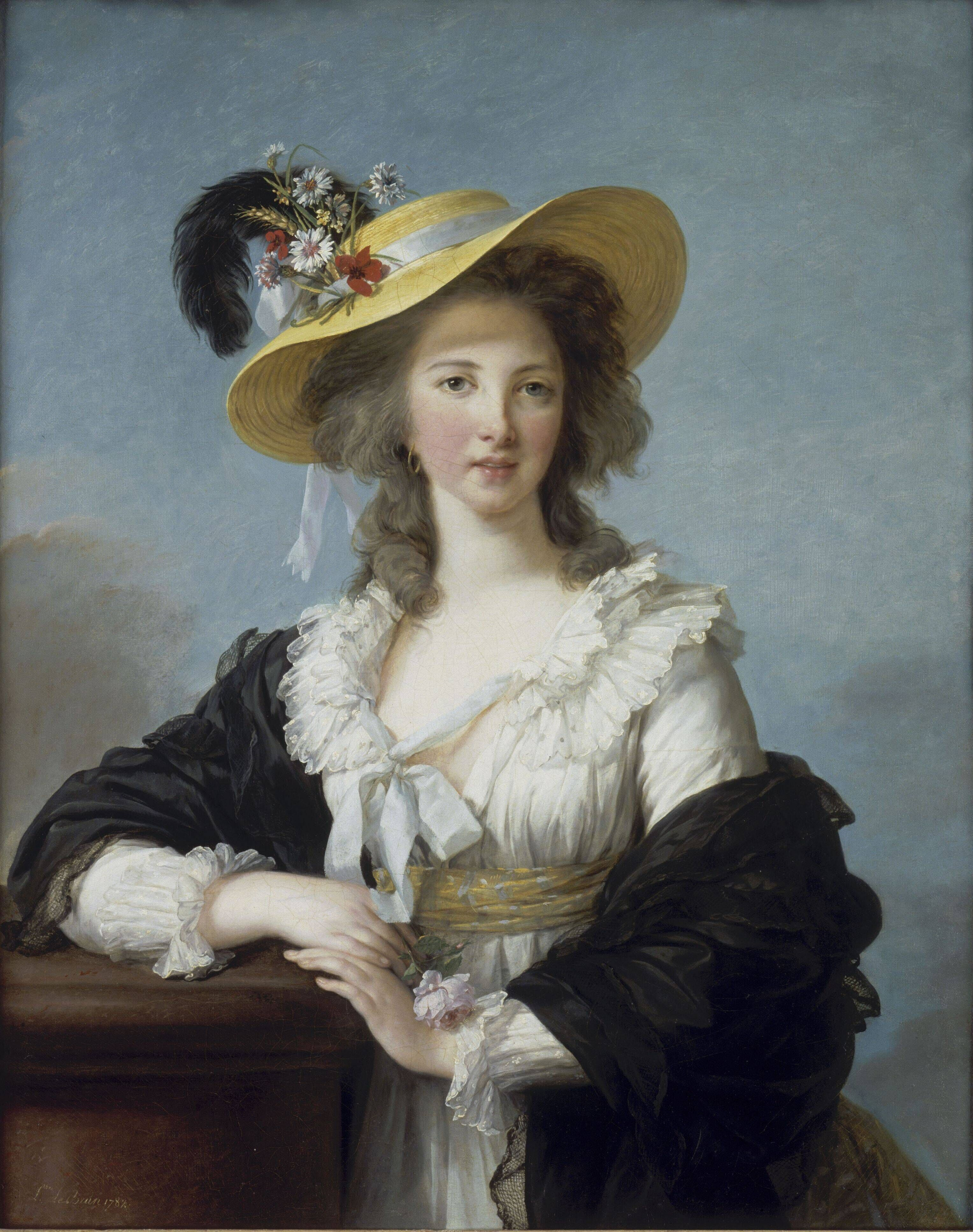
폴리냑 백작 부인, 엘리자베스 루이 비제 르 브룅 그림

폴리냑 공작부인 욜랑드 마르틴 가브리엘 드 폴라스트롱(프랑스어: Yolande Martine Gabrielle de Polastron, duchesse de Polignac, 1749년 9월 8일 ~ 1793년 12월 9일)은 프랑스의 귀족·정치인이다. 프랑스 왕 루이 16세의 왕비 마리 앙투아네트의 총애를 받는 측근이었다.
오스트리아의 작가 슈테판 츠바이크의 평전 마리 앙투아네트 베르사유의 장미와 이를 원작으로 한 일본 만화가 이케다 리요코의 만화등으로 알려졌다. 현 모나코 대공가의 남계 조상이 되고 있다.

## 생애
폴라스트롱(Polastron)의 후작 장 프랑수아 가브리엘(Jean François Gabriel)과 잔 샤를로트 에로(Jeanne Charlotte Hérault)의 딸로 파리에서 태어났다.
1767년에 폴리냑 백작(후에 공작) 쥘과 결혼했으나, 시댁인 폴리냑 가문은 대대로 부르봉 왕가를 섬겼고, 특히 메르시에 추기경은 루이 14세 및 루이 15세의 대표적인 외교관으로 중용되었던 집안이었다. 그러나 그의 가문은 후일 루이 14세의 총희인 몽테스팡 후작 부인이 1678년 저지른 검은 미사 사건에 연루되었고, 또 메르시에 추기경 자신도 메인 공왕비의 쿠데타에 연루되어 실각했기 때문에 가운이 쇠퇴하고 있었다.
궁정에서 영향력이 미미했던 왕세손빈 마리 앙투아네트에게 접근하여 그녀의 비위를 맞추고 가깝게 지내면서 신뢰를 쌓았다. 그 뒤 루이 15세가 죽고 루이 16세가 즉위하면서 루이 15세의 총애를 배경으로 위세를 부리던 뒤바리 백작 부인이 축출되고 바스티유 감옥에 갇히면서 궁정의 실권을 장악한다.
폴리냑 백작 부인은 마리 앙투아네트에게 아부를 하면서 그녀의 마음에 든 후에 마리 앙투아네트가 사랑한 프티 트리아농에 초대받는 몇 안되는 왕비의 총신 중 한 명이 되었다. 폴리냑 백작 부인은 남편 폴리냑 백작과 함께 국왕 부부의 친구로 권세를 휘둘렀고, 폴리냑 가문에는 연금 및 하사금으로 연간 50만 리블, 이후에 70만 리블이라는 큰 돈이 주어졌다.
그러나 프랑스 혁명이 일어나자 폴리냑 백작 부인은 국왕 부부를 가장 먼저 버리고, 오스트리아로 망명했다.
오노레 미라보는 마리 앙투아네트의 폴리냑 가문에 대한 편애를 불쾌하게 생각하여 이런 말을 풍자를 남겼다.
| “ | 다사스 가문은 나라를 구한 공으로 1000 에큐, 폴리냑 가문은 나라를 멸망시킨 공훈으로 100만 에큐! | ” |

1793년 망명지인 오스트리아 비엔나에서 급사했다.
차남 쥘은 왕정복고 후 프랑스로 귀국하여 샤를 10세 시대에 프랑스의 수상이 되었다. 하지만 철저한 반동 정책으로 민중의 분노를 샀고 프랑스 7월 혁명의 한 원인이 된 것으로 알려져 있다. 삼남 메르시오르(카미유)의 후손 피에르는 모나코 대공 루이 2세의 장녀 샤를로트과 결혼하여 레니에 3세를 낳았다. 폴리냑 가문은 현재 모나코 대공 가문의 남계 조상이 되고 있다.

## 기타
마담 드 폴리냑과, 베르사이유의 장미에서 마리 앙투아네트를 빙자하여 로앙 대주교를 속인 잔느 드 라 모트는 실존인물이며 목걸이 사건 역시 실제 사건으로 마리 앙투아네트는 이 사건으로 큰 어려움을 겼었다. 그러나 만화에서 그녀의 친딸(혼인외 자녀)로 등장하는 로자리는 실제 딸이 아니라 마리 앙투아네트가 투옥되었을 때 마리의 시중을 들어주던 평민 여성 로자리로 만화에서는 재미를 위해 각색을 하였다.

## 같이 보기
- 마리 앙투아네트 베르사유의 장미
- 베르사유의 장미
- 베르사이유의 장미(만화)
- 랑발르 공작 부인
- 마리 앙투와네트
- 한스 악셀 폰 페르젠
- 잔느 드 라 모트
- 뒤바리 백작 부인
- 노아유 백작 부인
- 피에르 드 폴리냑
- 퐁파두르 후작 부인
- 루이 15세
- 루이 16세